# ホスホリボシルアミノイミダゾールカルボキサミドホルミルトランスフェラーゼ
ホスホリボシルアミノイミダゾールカルボキサミドホルミルトランスフェラーゼ(phosphoribosylaminoimidazolecarboxamide formyltransferase）またはアミノイミダゾールカルボキサミドリボヌクレオチドトランスホルミラーゼ(aminoimidazolecarboxamide ribonucleotide transformylase)はプリン塩基のde novo生合成に関わる酵素で、以下の化学反応を触媒する転移酵素である。
10-ホルミルテトラヒドロ葉酸 + 5-アミノ-1-(5-ホスホ-D-リボシル)イミダゾール-4-カルボキサミド{\displaystyle \rightleftharpoons } テトラヒドロ葉酸 + 5-ホルムアミド-1-(5-ホスホ-D-リボシル)イミダゾール-4-カルボキサミド

## 分布
真核生物や細菌に広く存在する。古細菌ではFAICARシンテターゼがほぼ同等の機能を果たしている。

## 構造
多くの生物では後段のIMPシクロヒドロラーゼと融合した2機能酵素になっている。